# Statkraft
Statkraft ist ein staatlicher norwegischer Energiekonzern mit Hauptsitz in Oslo. Für die Stromproduktion wird hauptsächlich Wasserkraft genutzt. Innerhalb Europas ist das Unternehmen der größte Erzeuger von erneuerbarer Energie. Das Unternehmen wird vom norwegischen Wirtschaftsministerium verwaltet.

## Geschichte
1895 zahlte der Staat Norwegen 23.245 Norwegische Kronen für den Bau seiner ersten Wasserkraftanlage, um seine Eisenbahnlinien mit Strom zu versorgen. 1921 wurde das Norwegische Gewässer- und Energiedirektorat (NVE) gegründet und mit Kompetenzen zum Bau und zur Überwachung der staatlichen  Wasserkraftanlagen ausgestattet. Im gleichen Jahr stellte das Parlament Mittel für den Bau des Kraftwerkes Glomfjord zur Verfügung.
1960 wurde das Direktoratet for Statkraftverkene (Direktorat für staatliche Wasserkraftwerke) als eigenständige Abteilung der NVE etabliert. 1986 wurde Statkraftverkene zu einem staatlichen Unternehmen im Besitz der NVE.
Um die Flexibilität in Entscheidungen zu gewährleisten und das Statkraftverkene zu einem auf europäischer Ebene handlungsfähigen Stromanbieter zu machen, wurde Statkraftverkene 1992 in die zwei Unternehmen Statkraft SF zur Stromproduktion und Statnett SF zum Unterhalt des nationalen Versorgungsnetzes aufgeteilt. 1993 wurde die nordische Energiebörse Nord Pool ins Leben gerufen.
1996 erlangte Statkraft die ersten Anteile an den Unternehmen Sydkraft und Oslo Energi Produksjon. 1997 wurden Langzeitverträge zur Energielieferung mit Norsk Hydro und Norske Skog abgeschlossen. Im selben Jahr wurde der Bau des bis jetzt letzten großen Wasserkraftkomplexes, Svartisen in Nordland, beendet. 1998 wurde mit dem Handelsbüro in Amsterdam die erste ausländische Niederlassung eröffnet. Ein Jahr später folgte ein weiteres Büro in Düsseldorf. Weiterhin erwarb Statkraft in diesem Jahr Anteile an den Energieunternehmen BKK und Scanenergi.
2001 erwarb Statkraft ein Drittel des Baltischen Kabels, das Schweden und Deutschland verbindet und einen Energietransfer zwischen Skandinavien und Kontinentaleuropa ermöglicht. Im selben Jahr wurde mit dem Bau von Norwegens erstem Windpark in Smøla begonnen. 2002 musste Statkraft auf Beschluss der Norwegischen Kartellbehörde Teile seiner Unternehmungen in Norwegen verkaufen. 2004 ging das staatliche Unternehmen Statkraft SF in eine Aktiengesellschaft, Statkraft AS, über; die Statkraft Group war ins Leben gerufen.

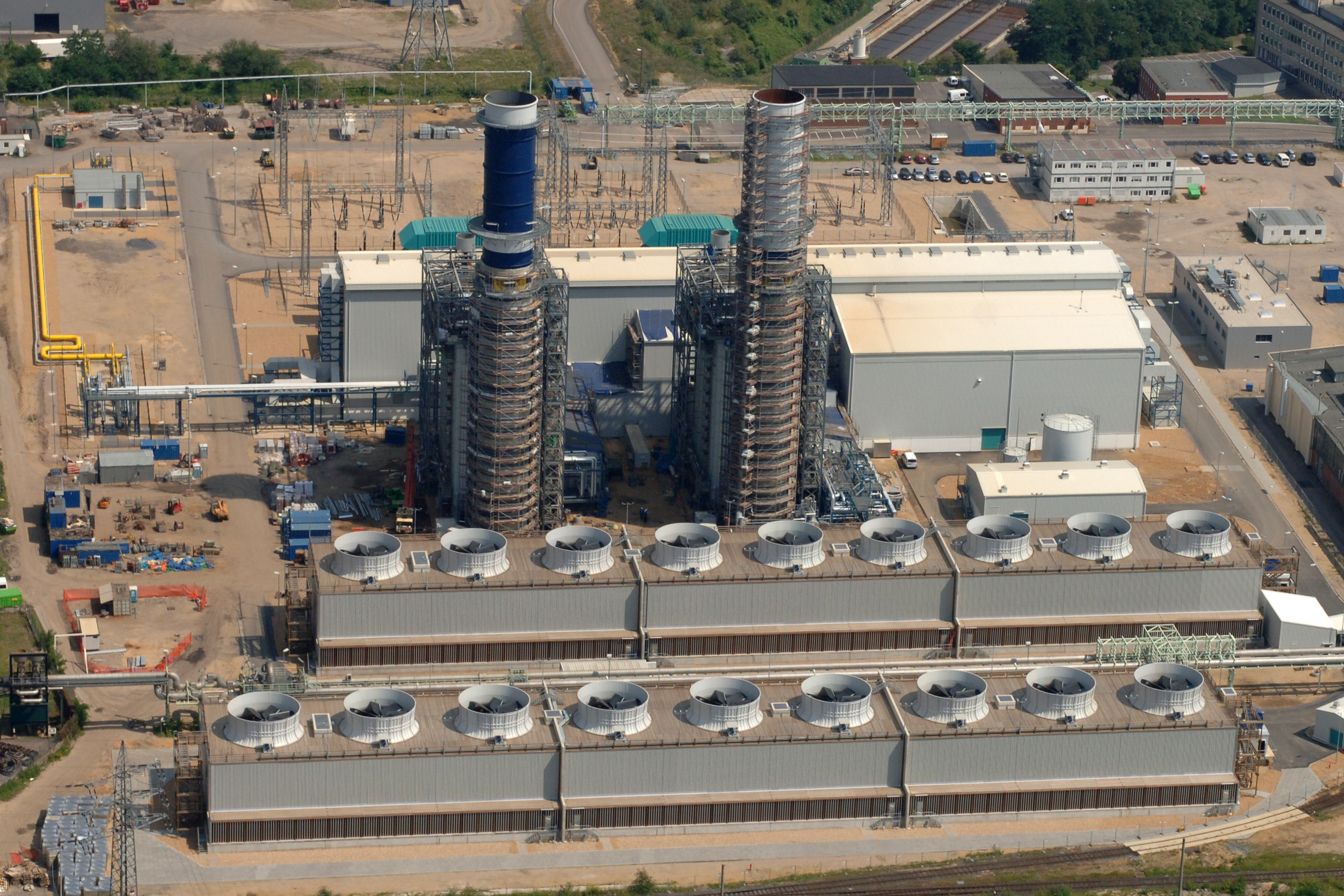
GuD-Kraftwerk Knapsack von Statkraft mit zwei Gasturbinen im Chemiepark Knapsack.

2005 entschied sich Statkraft für die Übernahme eines GuD-Kraftwerks im Chemiepark Knapsack und den Bau eines weiteren in Herdecke und Knapsack und damit zum Einstieg in die Stromproduktion in Deutschland. Weitere Gas-Kombi-Kraftwerke in Emden und Landesbergen kamen durch ein Tauschgeschäft mit E.ON dazu. Ebenfalls durch den Tausch kamen mehrere Laufwasserkraftwerke in Deutschland und ein Pumpspeicherkraftwerk in Erzhausen zu Statkraft.
Im Jahre 2009 wurde in Hürth-Knapsack eine neue Regionalzentrale zur technischen Unterstützung der Kraftwerke in Deutschland und dem Vereinigten Königreich in Betrieb genommen.

## Statkraft Group
Auch nach der Umwandlung in eine Aksjeselskap (AS) (entspricht einer AG) hält der norwegische Staat alle Anteile an Statkraft; dabei war die Umwandlung hauptsächlich dazu bestimmt, das Unternehmen rechtlich vom Staat zu trennen. Durch die kommerzielle Unternehmensform erlangt Statkraft die gleichen Rahmenbedingungen wie andere Energieanbieter, was die Wettbewerbsfähigkeit gerade auf dem europäischen Energiemarkt unterstützt. Weiterhin wurde der Schritt in die freie Marktwirtschaft dazu genutzt, die unternehmensinterne Organisation umzustrukturieren, indem der monopolistische Netzbetrieb und die Energieerzeugung in verschiedene rechtliche Einheiten, also Firmen, aufgeteilt wurde, deren Anteile sich im Besitz von Statkraft SF befinden und die auch von dort aus koordiniert werden.
Das erklärte Ziel der Statkraft Group ist es, ein führendes Unternehmen im Sektor der erneuerbaren Energien in Europa zu werden. Statkraft ist der größte Erzeuger erneuerbarer Energie in Europa und versucht diese Position weiterhin auszubauen, indem weitere Investitionen in Wasserkraftanlagen und Windparks getätigt werden und weiterhin die Forschung und Entwicklung möglichst leistungsfähiger Biomassekraftwerke vorangetrieben wird.

## Stromproduktion
2023 betrug die Gesamterzeugung 61,9 TWh. Diese setzte sich wie folgt zusammen:
- Wasserkraft: 55,0 TWh (inkl. Pumpspeicherkraftwerke)
- Windenergie: 4,5 TWh
- Gasverstromung: 2,0 TWh
- Sonstige (Biomasse und Solar): 0,4 TWh

Dabei entfielen 46,7 TWh auf den heimischen Markt in Norwegen und 6,5 TWh auf Schweden. 4,1 TWh entfielen auf den Rest von Europa und 4,6 TWh auf den Rest der Welt. Zusätzlich lieferte Statkraft 1,1 TWh Fernwärme.

### Wasserkraft
Weltweit ist Statkraft an 378 Wasserkraftwerken beteiligt. Von diesen liegen 273 in Norwegen, 60 in Schweden, 10 in Deutschland, drei in Großbritannien und 32 außerhalb Europas. Beispielhaft werden hier die zwei Kraftwerke mit der größten installierten Leistung in Norwegen kurz vorgestellt:
- Das 1982 eröffnete Wasserkraftwerk Kvilldal im Fylke Rogaland ist mit einer installierten Leistung von 1240 MW das größte Wasserkraftwerk in Norwegen. Die vier Francis-Turbinen erzeugen jährlich 3028 GWh. Das für die Stromproduktion verwendete Wasser kommt unter anderem aus den Seen Blåsjø und Mosvatnet. Wie auch bei anderen Wasserkraftwerken in Norwegen liegt die Turbinenhalle in einem Bergstollen. Statkraft ist mit 72 % an dem Kraftwerk beteiligt. Ein weiterer Anteilseigner ist das Statkraft Tochterunternehmen Skagerak Energi.
- Das 1980 ans Netz gegangene Sima-Kraftwerk ist mit einer installierten Leistung von 1120 MW das zweitgrößte Wasserkraftwerk Norwegens. Es liegt im Fylke Vestland am östlichen Ende des Hardangerfjordes und wird in die beiden Untereinheiten Lang-Sima und Sy-Sima gegliedert. Die Turbinenhalle in der Kommune Eidfjord ist durch mehrere Tunnel mit den Wasserreservoiren verbunden. Das Kraftwerk, an dem Statkraft 65 % hält, produziert mit insgesamt vier Turbinen 2728 GWh jährlich.[9]

Am 24. November 2009 eröffnete Statkraft den weltweit ersten Prototyp eines Osmosekraftwerkes in Hurum. Ende 2013 verkündete das Unternehmen, dass die weitere Entwicklung des neuartigen Kraftwerktyps eingestellt wird. Grund hierfür waren die nicht konkurrenzfähigen Produktionskosten.

### Windkraft
1997 beschloss Statkraft in Zukunft auch in Windenergieprojekte zu investieren. 2002 wurde der erste Teil des Windparks Smøla eröffnet. Dieser war Statkrafts erstes Windkraftwerk, sowie das erste in Norwegen. 2005 ging der zweite Teil des Parks ans Netz. Die Gesamtleistung der Smøla Wind Farm beträgt 150 MW. Zwei weitere Windparks wurden in den Jahren 2004 und 2006 in Hitra und Kjøllefjord mit 55 MW und 39 MW eröffnet.
Gemeinsam mit unterschiedlichen Partnern betreibt Statkraft mehrere Windparks in Schweden, im Vereinigten Königreich und in Brasilien.
Im Dezember 2015 verkündete die Unternehmensführung, dass zukünftig keine neuen Investitionen im Bereich der Offshore-Windenergie durchgeführt werden. Im Zuge dieser Entscheidung prüft Statkraft den Verkauf seiner Anteile am Offshore-Windpark Sheringham Shoal, sowie an den beiden noch in Bau bzw. in Planung befindlichen Parks Dudgeon und Dogger Bank.
An dem Joint Venture Fosen Vind DA besitzt Statkraft 52,1 Prozent. Mit dem Konsortium Nordic Wind Power DA besitzen Credit Suisse und BKW 40 % dieses Joint Ventures. Kritisiert wird der Umgang mit den indigenen Samen.
Im September 2018 schloss das Unternehmen mit verschiedenen Betreibern von deutschen Bürgerwindparks sogenannte Power Purchase Agreements ab, so dass diese die Windparks auch nach dem Auslaufen der festen Einspeisevergütung nach 20 Jahren Betrieb weiter betreiben können. Insgesamt handelt es sich um  31 Windkraftanlagen mit einer Leistung von zusammen 46 MW, die zukünftig ein großes deutsches Industrieunternehmen versorgen sollen.

### Gaskraft
Statkraft besitzt drei Gaskraftwerke in Deutschland. An jeweils einem weiteren Kraftwerk in Deutschland und Norwegen ist das Unternehmen beteiligt. Dabei ist das Gas-und-Dampf-Kombikraftwerk Knapsack bei einer Leistung von ca. 1300 MW und damit einer möglichen jährlichen Stromproduktion von bis 7000 GWh das leistungsstärkste.

### Photovoltaik
Am 11. März 2010 eröffnete Statkraft sein erstes Photovoltaik-Kraftwerk in Italien mit einer Leistung von 3,3 MW in der Region Aprilia. Geplant ist der weitere Ausbau der Erzeugungskapazität auf 75 MW  an verschiedenen Standorten, wobei der Schwerpunkt in Italien und Spanien liegen soll.

### Elektromobilität
Die Tochtergesellschaft Mer (Logo mit Claim mer Pure energy from Statkraft und Internet-Domäne mer.eco) betreibt Schnelllader-Netze in einigen europäischen Länder, derzeit in Norwegen und Schweden, im Vereinigten Königreich, sowie derzeit insgesamt 652 Ladepunkte im deutschsprachigen Netzteil de.mer.eco in Deutschland (Zuschlag bei Deutschlandnetz-Ausschreibung für Mer Germany GmbH) und in Österreich u. a. in Kooperation mit österreichischen Mc Donalds Filialen.